# Sucre (Trujillo)
Sucre è un comune del Venezuela situato nello Stato di Trujillo.
Il capoluogo del comune è la città di Sabana de Mendoza.